# Ландмейстери Тевтонського ордену в Пруссії

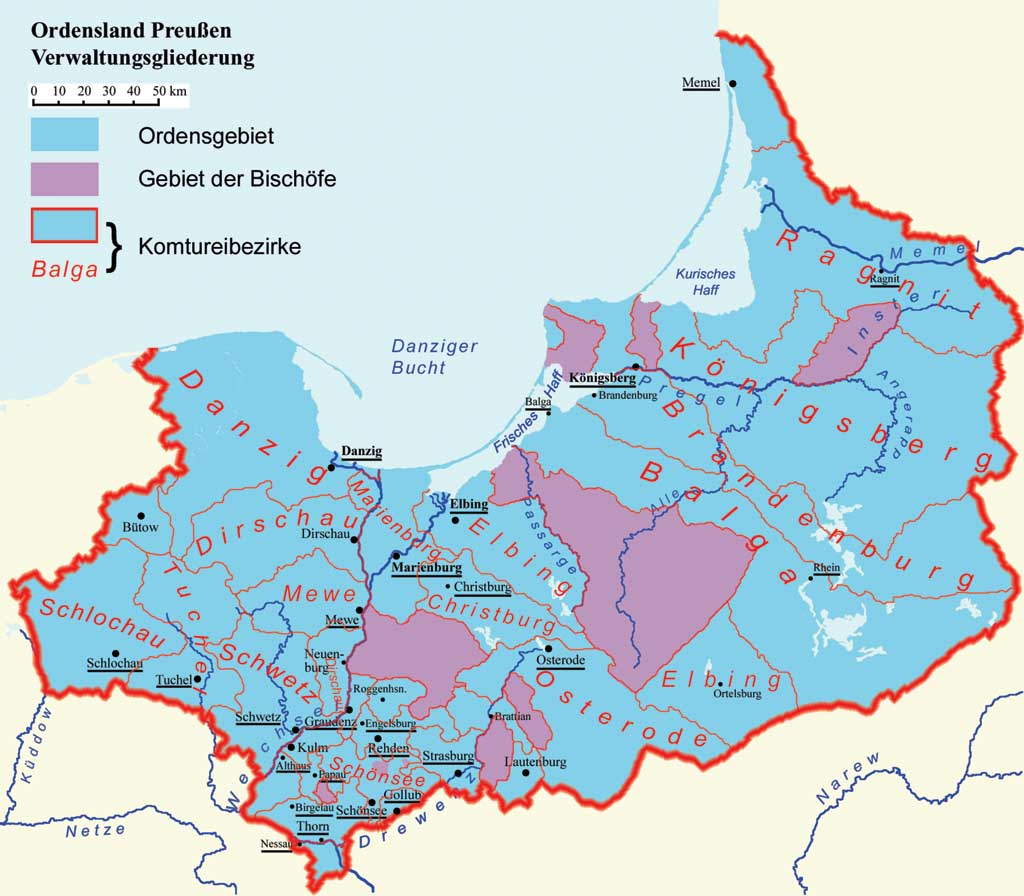
Пруссія.Землі контрольовані орденом і єпископами

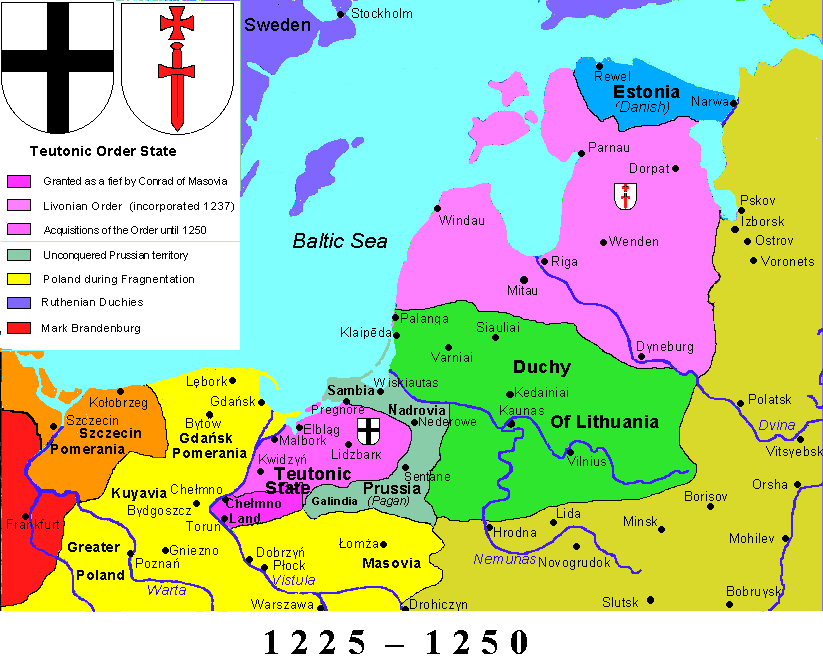
Землі ордену в XIII столітті

Герб Марієнбурга

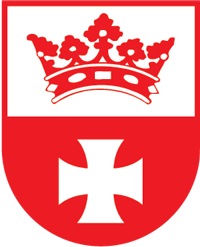
Герб Альтштадта

Ландмейстер Тевтонського ордену в Пруссії (нім. Landmeister von Preußen) — керівна посада у володіннях Тевтонського ордену на території завойованих орденом прусських земель в XIII — початку XIV століття. Засновано в 1229, останній ландмейстер покинув пост в 1324.

## Назва
У російськомовній та україномовній історіографіях часто вживається термін «магістр Тевтонського ордену», «магістр Пруссії», що є історичною традицією. Однак  не варто плутати фігури магістра і великого магістра ордену. У різний час крім ландмейстерів в Пруссії існував інститут віце-ландмейстерів (заступників). З 1299 по 1300 в час, коли змінилося одразу три ландмейстери, велике значення мав комтур Кенігсберга і віце-ландмейстер Бертольд фон Брюхавен.

## Діяльність
Основною функцією ландмейстера була координація дій комтурів на ввірених йому територіях. Досить часто ландмейстери Пруссії очолювали війська ордена в походах у литовські землі. В ході XIII ст.  вони відіграли велику роль у завоюванні Пруссії, придушуючи тривалі прусські повстання, названі в хроніках «віровідступництвом», знищуючи непокірних мирних жителів, які не хотіли приймати християнство . Щоб забезпечити обороноздатність завойованих земель на них будувалися дерев'яні, а потім і кам'яно-цегляні замки. Перші і багато наступних замків, заснованих на захопленій прусській території, були закладені Германом фон Балком. Засновувались поселення, найбільшим з яких ландмейстери видавали грамоти Кульмського міського права, підтверджуючи цим їх міський статус.
В 1276 році  з рук Конрада фон Тірберга Старшого його отримує майбутня столиця орденського держави — Марієнбург, а в 1286  його брат Конрад фон Тірберг Молодший дарує міське право першому з трьох «міст-засновників» Кенігсберга Альтштадту.
В 1324 році інститут ландмейстерів був ліквідований, а їх функції перерозподілені між комтурами.
В ході внутріорденської політики велике значення грали взаємини між двома «гілками» ордена: прусської і лівонської. Взаємозв'язок ускладнювався відокремленістю територій одна від одної і неможливістю прямого контакту між ними. Спроби поєднати їх, підкоривши литовські племена між Мемелем та Лівонією не увінчалися успіхом. У лівонських землях не завжди були раді бачити ландмейстера «зі сторони». Так, Герман фон Балк пробув ландмейстером в Лівонії тільки близько року і був змушений виїхати до Німеччини.
Ландмейстери також брали участь у регіональній зовнішній політиці. Збереглася значна кількість договорів ландмейстерів і єпископів (Самбійського, Померанського та інших) про розподіл захоплених нових і освоєних старих територій. Крім цього укладалися договори з польськими (в основному, Мазовецьким), померанський і навіть галицькими князями (тристоронній договір віце- ландмейстера Буркхарда фон Хорнхаузена з Данилом Галицьким та Земовітом).

## Значення
Найвидатніші ландмейстери ставали згодом великими магістрами ордену: Поппо фон Остерна, Конрад фон Фейхтванген. Велика кількість ставало ландмейстерами на інших територіях ордена: у Німеччині, Лівонії та Австрії. Герман фон Балк, перший ландмейстер Пруссії, будучи видатною особистістю свого часу, залишився дещо в тіні великого магістра Германа фон Зальца, однак зробив величезний вплив на створення орденської держави, присвятивши себе військовим походам. Безліч ландмейстерів в різний час займали інші керівні посади ордена: Маршала, великого комтура, Верховного Госпітальєра, були орденськими комтурами і ландкомтурами .

## Хронологічний список ландмейстерів у Пруссії
| Ім'я                        | Німецьке написання        | з    | до   | Примітки | Віце-ландмейстер |
| --------------------------- | ------------------------- | ---- | ---- | --- | --- |
| Герман фон Балк             | Hermann von Balk          | 1229 | 1239 | Очолював завойовницький похід в землі прусів в 1230-ті роки. У різний час був ландмейстер у Німеччини, Пруссії і Лівонії. | Герман фон Альтенбург (Hermann von Altenburg) 1237-1238 Фрідріх фон Фуксберг (Friedrich von Fuchsberg) 1238? -1239 Берлевін фон Фрайберг (Berlewin von Freiberg) 1239 |
| Генріх фон Вейда            | Heinrich von Weida        | 1239 | 1244 | | |
| Поппо фон Остерна           | Poppo von Osterna         | 1244 | 1246 | В 1252-1256 роки -великий магістр ордену                                                                                  | |
| Дітріх фон Грюнінген        | Dietrich von Grueningen   | 1246 | 1259 | Був у різний час, як і Герман фон Балк, ландмейстер Німеччини, Пруссії та Лівонії.                                        | Генріх фон Вейда (Heinrich von Weida) 1247-1249 Генріх фон Хонштейн (Heinrich von Honstein) 1248 Людвіг фон КВЕД (Ludwig von Queden) 1249-1252 Генріх Ботель (Heinrich Botel) 1252-1253 Бурхард фон Хорнхаузен (Burchard von Hornhausen ) 1255-1257 Гебхард фон Хірцберг (Gebhard von Hirzberg) 1257-1259 |
| Гартмуд фон Грюнбах         | Hartmud von Gruenbach     | 1259 | 1261 | | Дітріх (Dietrich), комтур Кенігсберга 1261 |
| Гельмер фон Рехберг         | Helmerich von Rechberg    | 1262 | 1263 | | |
| Йоганн фон Вегелебен        | Johann von Wegeleben      |      | 1263 | | |
| Людвіг фон Бальдерсхейм     | Ludwig von Baldersheim    | 1263 | 1269 | | |
| Конрад фон Тірберг Старший  | Konrad von Thierberg      | 1269 | 1271 | На посаді віце-ландмейстера                                                                                               | |
| Дітріх фон Гаттерслебен     | Dietrich von Gattersleben | 1271 | 1273 | | |
| Конрад фон Тірберг Старший  | Konrad von Thierberg      | 1273 | 1279 | | Конрад фон Тірберг Молодший (Konrad von Thierberg) 1274-1283 |
| Конрад фон Фойхтванген      | Konrad von Feuchtwangen   | 1279 | 1280 | Одночасно був ландмейстер Лівонії (1279-1281), ландкомтур в Австрії (1259-1261). великий магістр в 1291-1296 роках.       | |
| Мангольд фон Штернберг      | Mangold von Sternberg     | 1280 | 1283 | Одночасно був ландмейстер Лівонії (1281-1283)                                                                             | |
| Конрад фон Тірберг Молодший | Konrad von Thierberg      | 1283 | 1288 | | |
| Майнхард фон Кверфурт       | Meinhard von Querfurt     | 1288 | 1299 | | |
| Конрад фон Бабенберг        | Konrad von Babenberg      |      | 1299 | Не згадується в «Хроніці» Петера з Дуйсбурга                                                                              | |
| Людвіг фон Шиппен           | Ludwig von Schippen       | 1299 | 1300 | | Бертольд фон Брюхавен (Berthold von Bruehaven) 1299-1300 |
| Гельвіг фон Гольдбах        | Helwig von Goldbach       | 1300 | 1302 | | |
| Конрад Зак                  | Konrad Sack               | 1302 | 1306 | | |
| Зігхард фон Шварцбург       | Sieghard von Schwarzburg  |      | 1306 | Не згадується в «Хроніці» Петера з Дуйсбурга                                                                              | |
| Генріх Плоцке               | Heinrich Plotzke          | 1307 | 1309 | | |
| Фрідріх фон Вільденберг     | Friedrich von Wildenberg  | 1317 | 1324 | | |

### Альтернативна хронологія
Петер з Дусбурга, згадуючи у своїй «Хроніці землі Прусської» про видатних особистостей ордена, дуже часто не говорить про лицарів, які перебували на цій посаді короткий часовий проміжок. Наприклад, не згадуються Конрад фон Бабенберг, який був на посаді менше року, і Зігхард фон Шварцбург. Про це йдеться в зроблених автором перекладу з латинської В. І. Матузова.
«Альтернативна» хронологія ландмейстерів (у цьому варіанті — магістрів) представлена в хроніці другої половини XIV століття CANONICI SAMBIENSIS EPITOME GESTORUM PRUSSIE [Архівовано 24 травня 2011 у Wayback Machine.] («Каноник Самбійський. Витяг з Прусських справ »). Вона схожа з хронологією Петера з Дуйсбурга, з чого можна зробити висновок, що «Хроніка» послужила джерелом для неї.